# Charmaine Smith
Pour les articles homonymes, voir Smith.
Pas d'image ? Cliquez ici

a Compétitions nationales et continentales officielles uniquement.

b Matchs officiels uniquement.
Dernière mise à jour le 10 avril 2024.
Charmaine Smith, née le 15 novembre 1990 à Dargaville (Nouvelle-Zélande), est une joueuse internationale néo-zélandaise de rugby à XV, évoluant au poste de deuxième ligne.

## Biographie
Charmaine Smith naît le 15 novembre 1990 à Dargaville en Nouvelle-Zélande.
À l'automne 2023, elle participe à domicile au WXV sous les couleurs de la Nouvelle-Zélande.